# Stavka otrok Wrześnije
Šolska stavka v Wrześniji ali stavka otrok Wrześnije se nanaša na proteste poljskih otrok in njihovih staršev proti germanizaciji, ki se je dogajala v Wrześniji, v letih 1901 – 1904. 

## Ozadje
V regiji Wielkopolska,ki je bila v Nemčiji priključena konec 18. stoletja delitve Poljske, je bil nemški jezik učni jezik v šolah od leta 1873. Izjeme sta bila le dva predmeta - religija in glasba.  Marca 1901 je nemška uprava odločila, da celo pouk verouka preide v nemščino. 

## Protest
Aprila je več učencev (nekatiri viri navajajo številko 118  ) v katoliški ljudski šoli v Wrześniji ( Katolicka Szkoła Ludowa we Wrześni ), ki jo je takrat obiskovalo 650 učencev, zavrnilo sprejem novih nemških učbenikov in sodelovanje. pri pouku. Učitelji so se odzvali in jih kaznovali s priporom in telesno kaznijo .  V prihodnjih tednih so starši študentov postajali vse glasnejši v znak protesta proti kaznovanju svojih otrok. 20. maja je skupina od 100 do 200 ljudi protestirala pred šolo, dokler ni posredovala policija in protestnike razgnala. Nemška uprava je zagrozila, da študentom ne bo dovolila končati šole. Odrasli, ki so bili vpleteni v proteste, so bili sojeni zaradi motenja javnosti, saj naj bi s s protestom uradnikom onemogočali opravljanje svojih nalog. Uradno so obtožili šestindvajset ljudi, 19. novembra 1901 pa je bilo dvajset posameznikov obsojenih na zaporno kazen, ki naj bi trajala od nekaj tednov do več kot dveh let.   Poljski aktivisti so zato ustanovili dva odbora za podporo družinam, katerih člani so bili zaprti. Nemška uprava je odbore kmalu po ustanovitvi razpustila in aktivistom, ki so bili udeleženi pa napisala denarno kazen. 
Kljub sojenju in zatiranju so se protesti nadaljevali. Nekateri starši so otroke zato prepisali v druge šole; šolski uradniki pa so zgradili barako, kjer so izolirali protestnike.  Uporaba poljskega jezika je bila na šolah tako dokončno prepovedana, policija pa je skrbela za preglede razredov, obiskovanja učencev in kaznovanje kršiteljev. Potem ko je bila leta 1903 razglašena amnestija za vse otroke, se je močno zmanjšalo število otrok, ki so odklonili verouk v nemškem jeziku. Zadnji od otrok, ki je vstrajal pri protestu se je predal poleti 1904. 

## Potem
Stavka otrok je pridobila mednarodno pozornost.   Konec leta 1901 je poljski skladatelj Ignacy Paderewski dejal, da bo celoten izkupiček njegovega koncerta v Nemčiji namenil aktivistom v  Wrześniji. Zaradi izjave ga nemško občinstvo ga je zmerjalo in mu nasprotovalo. Skladatelj je tako zavrnil nastop v Nemčiji.  Stavka je prevzela tudi druge poljske kulturne osebnosti, denimo pisatelja Henryk Sienkiewicz in Marija Konopnicka . 
Stavka Września je bila leta 1907 navdih za še eno veliko stavko poljskih študentov. 
Problematika je bila dokumentirana v najstarejšem poljskem filmu Pruska kultura, ki ga je leta 1908 posnel Mojżesz Towbin .  Leta 19811 pa je bil posnet še en film o dogajanju, Wizja lokalna, 1901, posnet s strani režiserja Filip Bajon .